# Melendy Britt

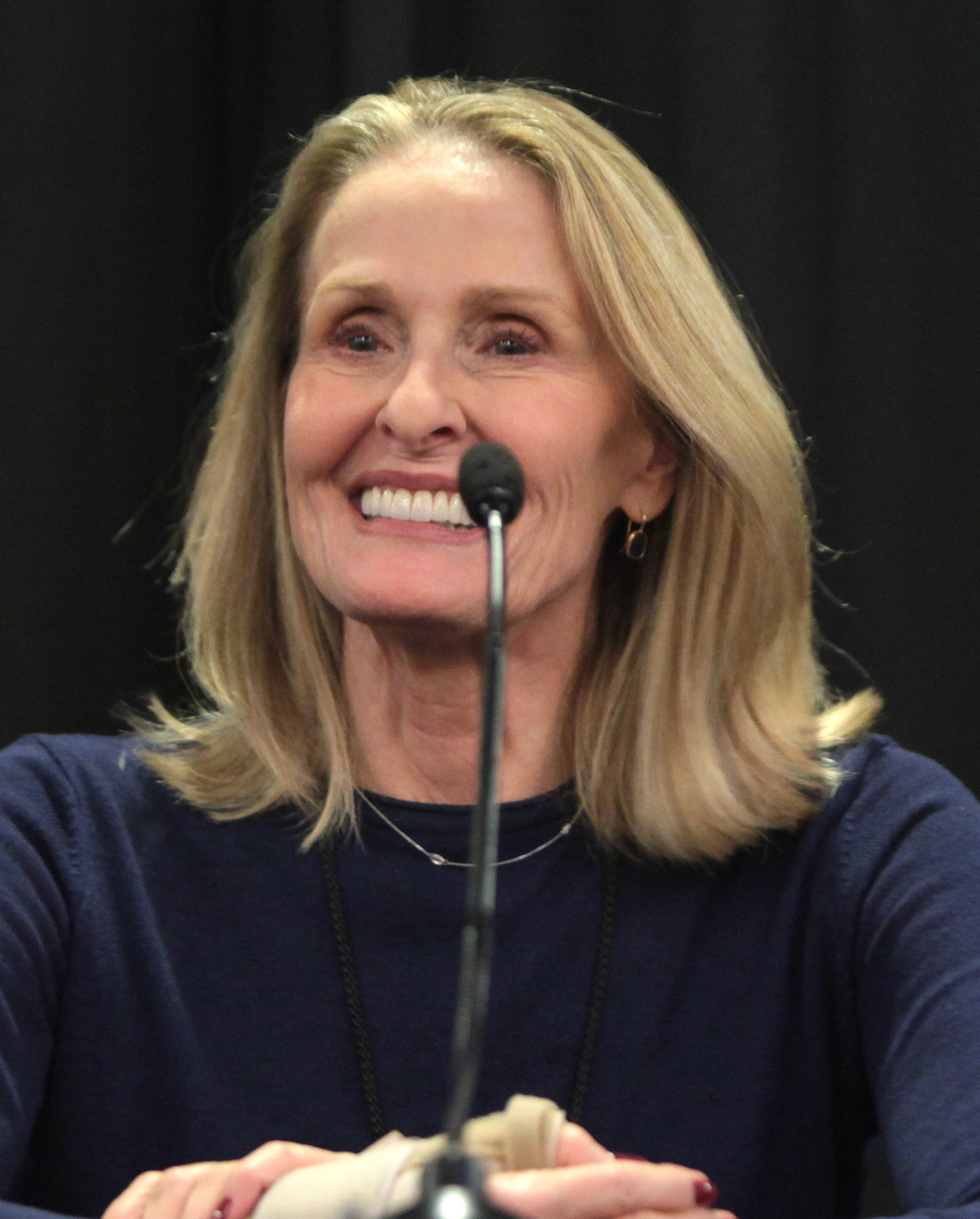
Melendy Britt, 2015

Melendy Britt (* 31. Oktober 1943 in Charlotte, North Carolina) ist eine US-amerikanische Synchronsprecherin und Schauspielerin.

## Leben
Britt begann bereits im Alter von 12 Jahren mit der Arbeit im Showbusiness. In den 1960er versuchte sie sich als Comedienne und hatte Auftritte in drei Folgen der Varietéshow The Hollywood Palace. Sie war zudem im ersten L’Oréal-Werbespot mit der Tagline Because I've Worth It (deutsch: Weil ich es mir wert bin) zu sehen und nahm einen Public Service Announcement-Werbespot zur Suizidprävention auf.
Ihre Film- und Fernsehkarriere begann 1970; ihr Filmdebüt war Sidney J. Furies Justizfilm Der Strafverteidiger mit Barry Newman in der Titelrolle des Anwalts Tony Petrocelli. Weitere Filmrollen hatte Britt Ende der 1970er Jahre in U-Boot in Not und Willkommen, Mr. Chance. Während ihr Erfolg auf der großen Leinwand überschaubar war, war sie speziell in den 1970er und frühen 1980er Jahren in vielen erfolgreichen Fernsehserien als Gaststar zu sehen, darunter Kojak – Einsatz in Manhattan, Starsky & Hutch und Love Boat. Die Episode Francesca, Baby der Fernsehfilmreihe Junge Schicksale, in welcher Britt eine alkoholkranke Mutter darstellte, wurde noch Jahre nach der Erstausstrahlung in US-amerikanischen Rehabilitationszentren eingesetzt.
Ab 1977 wirkte Britt auch als Synchronsprecherin für Zeichentrickserien und war vornehmlich für das Filmation-Studio tätig. Ihre ersten Sprechrolle waren Batgirl und Catwoman in der Serie Ein Fall für Batman. In der Folge sprach sie in den auf Plastic Man und Flash Gordon basierenden Trickserien. Von 1985 bis 1987 war sie die Stimme der She-Ra im He-Man-Spin-off She-Ra – Prinzessin der Macht. Nach dem Niedergang von Filmation hatte Britt 1994 die wiederkehrende Gastrolle der Marcia Donelli in der Serie L.I.S.A. – Der helle Wahnsinn, wurde in späteren Staffeln jedoch von Melanie Chartoff ersetzt.
In den 2010er Jahren synchronisierte Britt auch einige Computerspiele wie Fallout 4 und Fallout 76. 2019 war sie als englische Stimme der Azra in der türkischen Netflixserie The Protector zu hören.

## Filmografie (Auswahl)

### Filme
- 1970: Der Strafverteidiger (The Lawyer)
- 1978: U-Boot in Not (Gray Lady Down)
- 1979: Willkommen, Mr. Chance (Being There)

### Serien
- 1973: Der Chef (Ironside)
- 1974: Kojak – Einsatz in Manhattan (Kojak)
- 1974: Make-Up und Pistolen (Police Woman)
- 1976: Bronk
- 1976: Starsky & Hutch
- 1976: Junge Schicksale (ABC Afterschool Specials)
- 1978: Love Boat (The Love Boat)
- 1978: Barnaby Jones
- 1980: Der unglaubliche Hulk (The Incredible Hulk)
- 1981: Taxi
- 1984: Matt Houston
- 1986: Falcon Crest
- 1990: Cheers
- 2000: Gilmore Girls
- 2005: Schatten der Leidenschaft (The Young and the Restless)

## Synchron
- 1979–1982: Flash Gordon
- 1985: Das Geheimnis des Zauberschwertes (The Secret of the Sword)
- 1985–1987: She-Ra – Prinzessin der Macht (She-Ra: Princess of Power)
- 2003: Expedition der Stachelbeeren (The Wild Thornberrys)
- 2005: Avatar – Der Herr der Elemente (Avatar: The Last Airbender)
- 2015: Hotel Transsilvanien 2 (Hotel Transylvania 2)
- 2019: The Protector